# Observatorio Guillermo Haro
El Observatorio Astrofísico Guillermo Haro (OAGH) pertenece y es operado por el Instituto Nacional de Astrofísica, Óptica y Electrónica. Ubicado en la ciudad de Cananea, estado de Sonora, México, fue nombrado en honor del investigador y científico mexicano Guillermo Haro.

## Historia
Tras la creación del INAOE, en 1972 se inicia con el proyecto del diseño y construcción de un telescopio en el estado de Sonora, México. Fue inaugurado el 8 de septiembre de 1987 y comenzó sus operaciones en el año 1992. En el año 2015 el INAOE recibió una certificación de área natural protegida, por las labores de reforestación de la Sierra La Mariquita, lugar donde se ubica el observatorio.

## Características

Diagrama de un telescopio Ritchey–Chrétien.

El telescopio principal del observatorio es un modelo Ritchey-Chrétien con un espejo primario de 2.12 metros y un espejo secundario de 0.5 metros. El observatorio tiene un reflector Schmidt-Cassegrain de 0.41 metros, construido por la empresa Meade Instruments; es usado para mediciones de extinción y contaminación lumínica, está montado en un domo separado del telescopio principal. La empresa neerlandesa Rademakers diseñó la montura mecánica y la consola de control fue diseñada y construida por miembros del INAOE, teniendo una precisión de 0.5 segundos de arco. Los instrumentos de que dispone este observatorio son una cámara directa, un espectrofotómetro LFOSC, un espectrógrafo Boller & Chivens y una cámara infrarroja.
El radio de curvatura de los espejos primario y secundario es:
{\displaystyle R_{1}=-{\frac {2DF}{F-B}}}
y
{\displaystyle R_{2}=-{\frac {2DB}{F-B-D}}}
respectivamente;
donde:
- {\displaystyle F} es la distancia focal efectiva del sistema,
- {\displaystyle B} es la distancia focal trasera y
- {\displaystyle D} es la distancia entre los dos espejos.

Entre los proyectos que se llevan a cabo en el observatorio figuran el análisis de la contaminación lumínica de ciudades cercanas, la detección de fuentes de rayos gamma y la observación de asteroides y regiones de formación estelar, entre otros.